# Lidio Andrés Feliz
Lidio Andres Feliz (ur. 26 czerwca 1997 w Bayaguanie) – dominikański lekkoatleta specjalizujący się w biegu na 400 metrów.

## Osiągnięcia
| Rok  | Impreza                               | Miejsce      | Konkurencja                 | Lokata     | Wynik   |
| ---- | ------------------------------------- | ------------ | --------------------------- | ---------- | ------- |
| 2018 | Igrzyska Ameryki Środkowej i Karaibów | Barranquilla | bieg na 400 m               | 7. miejsce | 46,19   |
| 2019 | Igrzyska panamerykańskie              | Lima         | bieg na 400 m               | eliminacje | 46,76   |
| 2021 | World Athletics Relays                | Chorzów      | sztafeta mieszana 4 × 400 m | 3. miejsce | 3:17,58 |
| 2021 | Igrzyska olimpijskie                  | Tokio        | sztafeta mieszana 4 × 400 m | 2. miejsce | 3:10,21 |
| 2022 | Mistrzostwa ibero-amerykańskie        | La Nucia     | bieg na 400 m               | 1. miejsce | 44,64   |
| 2022 | Mistrzostwa ibero-amerykańskie        | La Nucia     | sztafeta 4 × 400 m          | 1. miejsce | 3:00,98 |
| 2022 | Mistrzostwa świata                    | Eugene       | bieg na 400 m               | półfinał   | 46,19   |
| 2022 | Mistrzostwa świata                    | Eugene       | sztafeta mieszana 4 × 400 m | 1. miejsce | 3:09,82 |